# Llista de topònims de Sant Feliu d'Avall
Llista de topònims (noms propis de lloc) de Sant Feliu d'Avall (Rosselló).
Informació actualitzada per un bot. Els canvis manuals es perdran quan s'actualitzi!

## capella
| imatge | Nom                               | Ubicat a           | instància de | Detalls                      | coordenades                                                        | Protecció | Commons (més fotos)                         | Dades a WD                    |
| ------ | --------------------------------- | ------------------ | ------------ | ---------------------------- | ------------------------------------------------------------------ | --------- | ------------------------------------------- | ----------------------------- |
|        | Sant Miquel de Sant Feliu d'Avall | Sant Feliu d'Avall | capella      | Estat: enderrocat o destruït | 42° 40′ 56″ N, 2° 44′ 13″ E / 42.68236111°N,2.73702778°E 83.7 msnm |           |                                             | Modifica les dades a Wikidata |
|        | capella de Santa Anna             | Sant Feliu d'Avall | capella      |                              | 42° 40′ 49″ N, 2° 44′ 16″ E / 42.680358°N,2.73774°E                |           | Chapelle Sainte-Anne de Saint-Féliu-d'Avall | Modifica les dades a Wikidata |

## edifici
| imatge | Nom                           | Ubicat a           | instància de | Detalls | coordenades                                                                 | Protecció | Commons (més fotos) | Dades a WD                    |
| ------ | ----------------------------- | ------------------ | ------------ | ------- | --------------------------------------------------------------------------- | --------- | ------------------- | ----------------------------- |
|        | Castell de Sant Feliu d'Avall | Sant Feliu d'Avall | edifici      |         | 42° 41′ 00″ N, 2° 44′ 09″ E / 42.683277777778°N,2.7357222222222°E 84.2 msnm |           |                     | Modifica les dades a Wikidata |
|        | Mota de Sant Feliu d'Avall    | Sant Feliu d'Avall | edifici      |         | 42° 41′ 00″ N, 2° 43′ 58″ E / 42.68344444°N,2.73283333°E 85.2 msnm          |           |                     | Modifica les dades a Wikidata |
|        | Santa Anna de les Eres        | Sant Feliu d'Avall | edifici      |         | 42° 40′ 59″ N, 2° 44′ 42″ E / 42.68297222°N,2.745°E 81.2 msnm               |           |                     | Modifica les dades a Wikidata |

## església
| imatge | Nom                               | Ubicat a           | instància de          | Detalls                                                     | coordenades                                                                    | Protecció                     | Commons (més fotos)                       | Dades a WD                    |
| ------ | --------------------------------- | ------------------ | --------------------- | ----------------------------------------------------------- | ------------------------------------------------------------------------------ | ----------------------------- | ----------------------------------------- | ----------------------------- |
|        | Sant Andreu de Sant Feliu d'Avall | Sant Feliu d'Avall | església Ús: església | Estil: arquitectura romànica Anomenat per: Andreu apòstol   | 42° 40′ 57″ N, 2° 44′ 14″ E / 42.6824°N,2.73727°E Catalunya del Nord 82.6 msnm | monument històric inventariat | Église Saint-André de Saint-Féliu-d'Avall | Modifica les dades a Wikidata |
|        | Sant Martí de la Riba             | Sant Feliu d'Avall | església Ús: església | Estil: arquitectura romànica Dedicat a: Sant Martí de Tours | 42° 41′ 00″ N, 2° 44′ 43″ E / 42.6834°N,2.74517°E Catalunya del Nord 81.2 msnm |                               | Église Saint-Martin de la Riba            | Modifica les dades a Wikidata |

## Misc
| imatge | Nom                                    | Ubicat a                                                                                         | instància de                          | Detalls                                                   | coordenades | Protecció | Commons (més fotos)              | Dades a WD                    |
| ------ | -------------------------------------- | ------------------------------------------------------------------------------------------------ | ------------------------------------- | --------------------------------------------------------- | --- | --------- | -------------------------------- | ----------------------------- |
|        | Estació de Sant Feliu d'Avall          | Sant Feliu d'Avall                                                                               | estació de ferrocarril                |                                                           | 42° 40′ 39″ N, 2° 44′ 16″ E / 42.677385°N,2.737735°E 99 msnm                                                                     |           |                                  | Modifica les dades a Wikidata |
|        | Ribera de Castellnou                   | Pirineus Orientals Castellnou dels Aspres Cameles Sant Feliu d'Avall Sant Feliu d'Amunt el Soler | curs d'aigua                          | Desemboca: Tet Llarg: 13km                                | 42° 37′ 14″ N, 2° 42′ 18″ E / 42.620555555555555°N,2.705°E 42° 40′ 56″ N, 2° 46′ 36″ E / 42.68222222222222°N,2.776666666666667°E |           |                                  | Modifica les dades a Wikidata |
|        | Tet                                    | Pirineus Orientals                                                                               | riu                                   | Desemboca: mar Mediterrània Llarg: 115.8km Conca: 1369km² | 42° 42′ 48″ N, 3° 02′ 23″ E / 42.713333333333°N,3.0397222222222°E                                                                |           | Têt                              | Modifica les dades a Wikidata |
|        | Vila fortificada de Sant Feliu d'Avall | Sant Feliu d'Avall                                                                               | vila closa                            | Estil: arquitectura romànica                              | 42° 40′ 57″ N, 2° 44′ 13″ E / 42.6825°N,2.7369444444444°E                                                                        |           | Saint-Féliu-d'Avall              | Modifica les dades a Wikidata |
|        | casa de la vila de Sant Feliu d'Avall  | Sant Feliu d'Avall                                                                               | instal·lació Ús: seu del govern local |                                                           | 42° 41′ 00″ N, 2° 44′ 02″ E / 42.683202309146°N,2.73375035223614°E fr:114 AV DU CANIGOU, 66170 SAINT FELIU D'AVALL               |           | Town hall of Saint-Féliu-d'Avall | Modifica les dades a Wikidata |
|        | cementiri de Sant Feliu d'Avall        | Sant Feliu d'Avall                                                                               | cementiri                             |                                                           | 42° 40′ 45″ N, 2° 44′ 36″ E / 42.6792°N,2.7432°E                                                                                 |           |                                  | Modifica les dades a Wikidata |